# Hedeoma pulcherrima
Hedeoma pulcherrima är en kransblommig växtart som beskrevs av Elmer Ottis Wooton och Paul Carpenter Standley. Hedeoma pulcherrima ingår i släktet Hedeoma och familjen kransblommiga växter. Inga underarter finns listade i Catalogue of Life.